# 아라사테
아라사테(바스크어: Arrasate, 스페인어: Mondragón 몬드라곤[*])는 스페인 바스크 지방의 주인 기푸스코아주의 도시로, 인구는 21,964명(2008년 기준), 면적은 30.80km2이다.